# Anders Roland
Anders Ivar Roland, född den 7 februari 1879 i Järpås församling, Skaraborgs län, död den 17 november 1926, var en svensk arkitekt, författare och tecknare.

## Biografi
Roland studerade vid Tekniska högskolan och konstakademien 1901–1908 och en kortare tid för Axel Tallberg vid akademiens etsningsskola. Han blev arkitekt i överintendentsämbetet 1910 och intendent i Byggnadsstyrelsen 1917. Han verkställde undersökningar av äldre byggnader och restaurerade flera kyrkor och herrgårdar samt skrev byggnadshistoriska studier i facktidskrifter och utgav (i samarbete med Nils Lithberg) Schloss Hallwil. Der Baubestand im Bilde (band 5, 1924). Roland är representerad vid bland annat Hallwylska museet.

## Verk i urval
- Nässjö Jäst- och spritfabrik, 1911 [4]
- Åskilje kyrka, 1925–1928.Götene kyrka
- Slädene kyrka, 1924.
- Umnäs kyrka, 1925.
- Restaurering av kyrkor, bland andra Rättvik, Rackeby, Resteröd, Götene, Mästerby, Lojsta, Fole, Gärdslösa och Västerplana.
- Restaurering slottet Hallwyl i Schweiz.
- Restaurering av herrgårdar, bland andra Trollebo och Värnanäs i Småland.

## Bilder

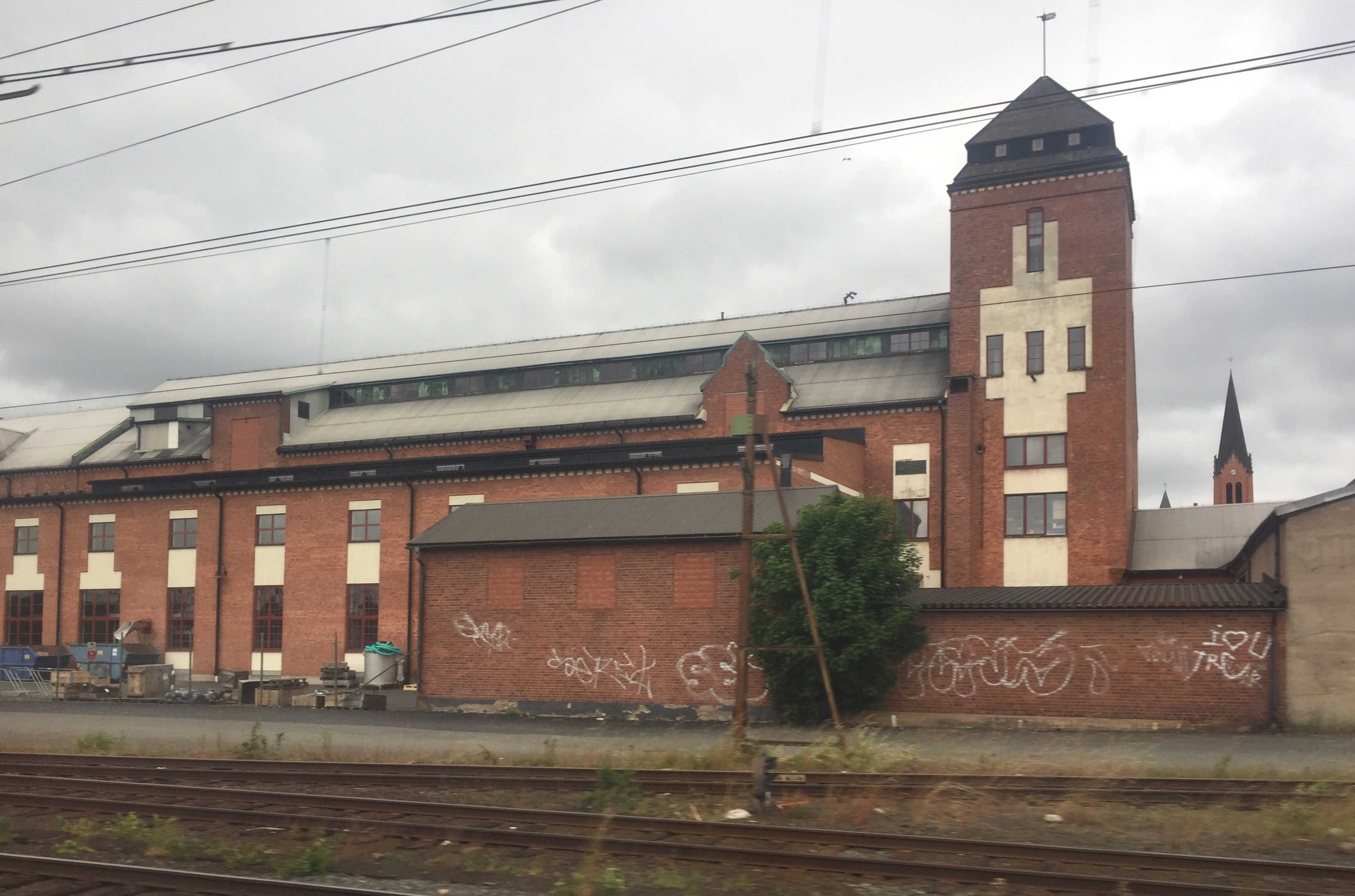
Nässjö Jäst- och spritfabrik
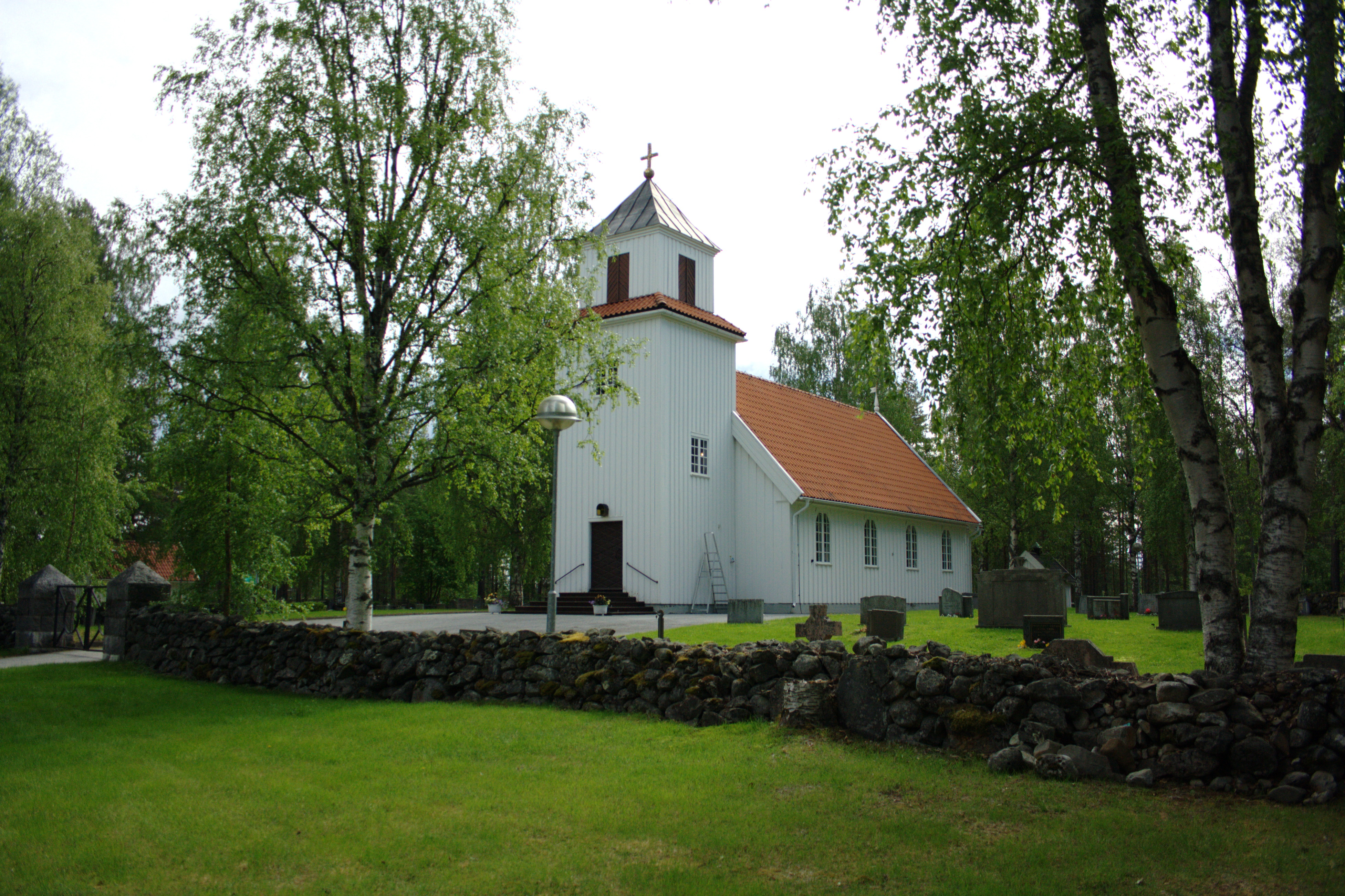
Åskilje kyrka
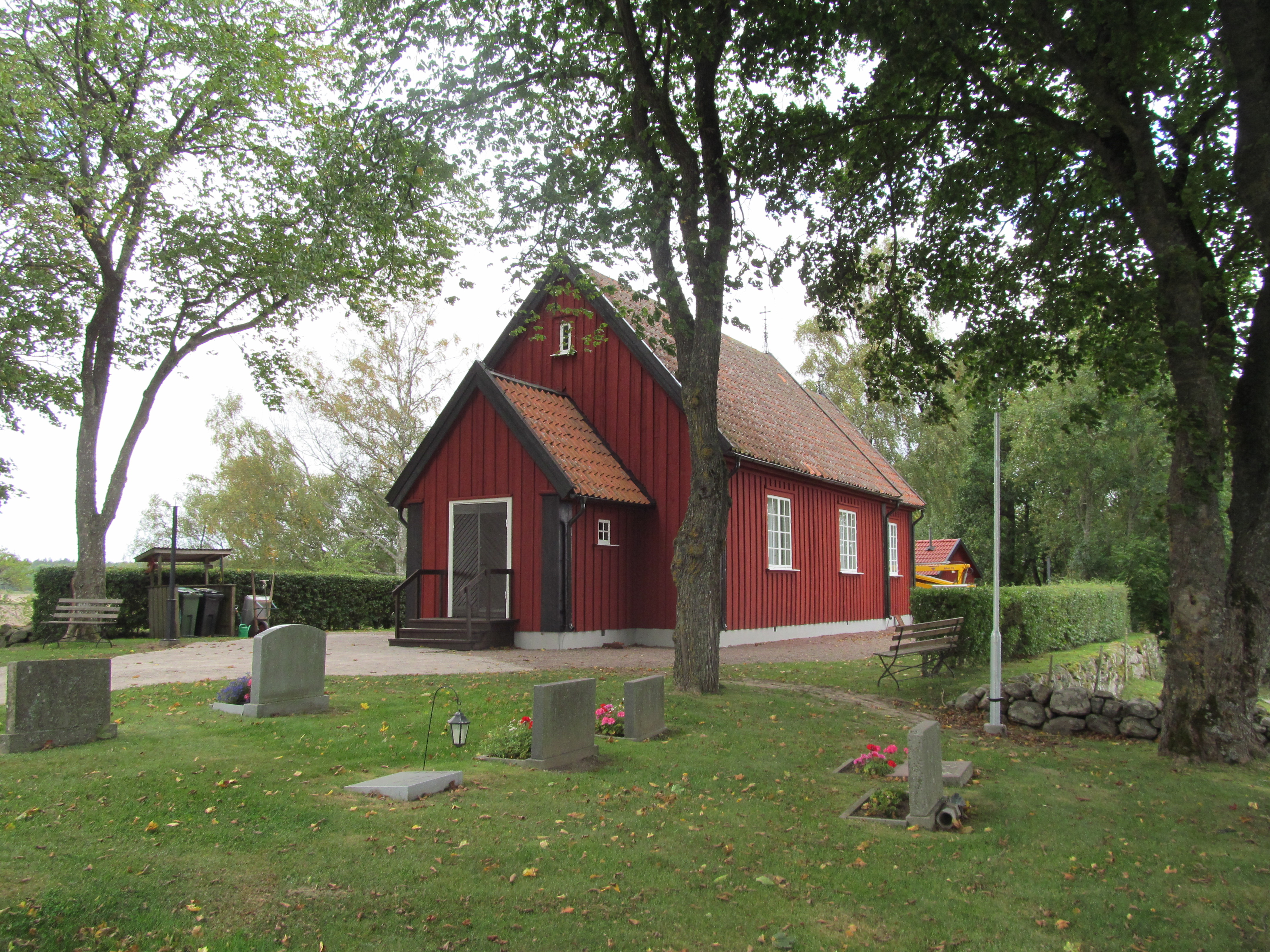
Slädene kyrka
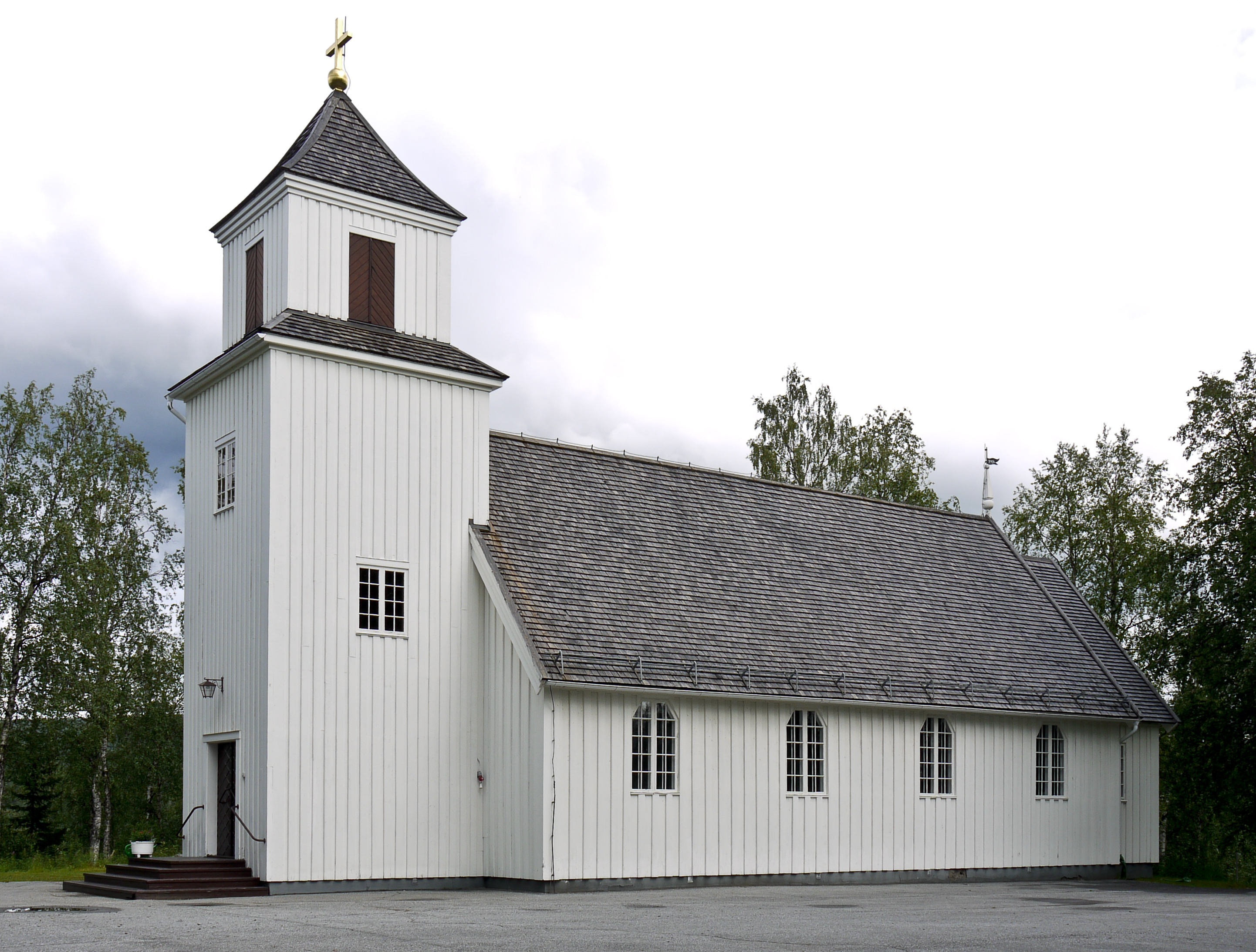
Umnäs kyrka